# Sevada
Sevada là chi thực vật có hoa trong họ Amaranthaceae.